# 인젝터

증기기관에 사용되는 인젝터

인젝터(injector)는 고압의 유체의 흐름의 방향을 바꾸기 위해 사용하는 도관 및 노즐 시스템이다. 더 낮은 압력의 유체가 제트(jet)에 편입되어 도관을 통해 고압의 부분으로 전달되는 방식이다. 스팀 인젝터(steam injector)는 차가운 물이 자체 압력에 반하여 보일러로 전달되기 위해 사용되는 응용 방식이다. 자동차에서 인젝터는 연료 분사 노즐을 의미한다.

## 역사
인젝터는 1850년대 초에 Henri Giffard가 발명하였고 1858년 특허를 받았다. 이는 증기 기관차를 대상으로 사용하기 위함이었으며 글래스고의 샤프, 스튜어트 앤드 컴퍼니에 의해 영국에서 특허를 받았다.

## 같이 보기
- 연료 분사